# Carl Ehrmann

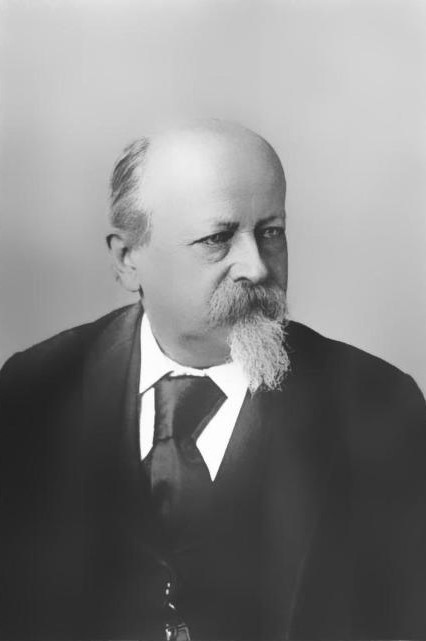
Carl Ehrmann, Porträtfoto von Catharine Weed Barnes (1892)

Carl August Theodor Ehrmann (22. Juni 1822 in Löwenberg i. Schlesien – 23. Oktober 1894 in New York) war ein deutscher Apotheker, in den USA ein Fotopionier und Lehrer.

## Leben
Carl Ehrmann wurde am 22. Juni 1822 als Sohn des Bürgermeisters Gottfried Wilhelm Ehrmann in Löwenberg in Schlesien (heute Lwówek Śląski) geboren. Er absolvierte das Gymnasium und schloss eine Lehre zum Apotheker ab. 1847 ging an die Universität Berlin, um das Staatsexamen zu machen. Ehrmann schloss sich 1848 der revolutionären Bewegung an und beteiligte sich aktiv an Aufständen, zunächst in der Schleswig-Holsteinischen Erhebung im Freikorps von Ludwig von der Tann-Rathsamhausen, dann in Schlesien, in Dresden und in der Rheinpfalz.
Aus Furcht vor Verfolgung und Bestrafung verließ er Europa und ging vermutlich 1850 in New York an Land. Zunächst widmete er sich in Michigan der Landwirtschaft und anschließend der Goldschürferei in Texas. Schließlich kehrte er mittellos nach New York zurück.
1851 hatte die Photographin Bertha Wehnert-Beckmann erfolgreich am Broadway ein Atelier betrieben. Ihre Photographien waren sogenannte Kalotypien, wobei die Abbildung auf Papier und nicht wie bei einer Daguerreotypie seitenverkehrt und auf Metall geschah. Ehrmann ließ sich von einem Photographen engagieren, wobei er damit experimentierte, Negative auf Glasplatten zu fixieren. Dabei halfen ihm seine Kenntnisse in der Chemie, die er während seiner Apothekerlehre erlernt hatte. Er war einer der ersten, die das nasse Kollodium Verfahren umsetzten und nutzten. In welchen Ateliers er beschäftigt gewesen ist, gibt er in seinen biografischen Anmerkungen nicht preis. Möglicherweise hatte er sich zunächst in Philadelphia aufgehalten und war dort Mitarbeiter von den Daguerreotypisten James McClees (1821–1887) und Washington Lafayette Germon (1823–1877) gewesen.
1881 wurde er Mitarbeiter der Redaktion der Zeitschrift The Photographic Times and American Photographer. Hier publizierte er zahlreiche Artikel. Ebenso war er für die Übersetzungen von fremdsprachlichen Artikeln anderer photographischer Zeitschriften zuständig. Seinerzeit standen die Herausgeber von Zeitschriften in der Regel aus Frankreich, Großbritannien, Deutschland und Österreich in ständigem Austausch, um jeweils die neuesten Erkenntnisse zu publizieren.
1886 wurde ihm der Titel „Professor“ verliehen, als er den Lehrstuhl für Photographie an der „Chautauqua Institution“ übernommen hatte.
Charles Ehrmann, wie er sich in den USA nannte, verstarb am 23. Oktober 1894 in New York.

## Artikel inThe Photographic Times and American Photographer(Auswahl)
- Vol. XIII New York 1883
  - Albumen, S. 445.
  - Gelatine vs. Collodion, S. 110 und S. 204.
  - Halogens and Haloids, S. 525, 578 und S. 640.
  - Oxalic Acid and Oxalates, S. 10 und 117.

- Vol XIV 1884
  - Action of Light on Silver Salts. S. 294.
  - Decimal Weigths and Measures. S. 348.
  - Eosine S. 291.
  - Fixing S. 230.
  - Halogens and Haloids, S. 11, S. 67 und S. 131.
  - Historical Notes, S. 181.
  - Literature, S. 631.
  - Mechanical Printing, S. 234.
  - Photographic Progress, S. 119.
  - Potassium, S. 405, S. 474, S. 529 und S. 582.